# Domenico Romano (ciclista)
Domenico Romano (Volla, 29 settembre 1975) è un ex ciclista su strada italiano.
Professionista dal 2000 al 2002, fu coinvolto in uno scandalo doping e arrestato al Giro d'Italia 2002.

## Carriera
Scalatore, da dilettante vinse la Bassano-Monte Grappa nel 1997, il Giro dell'Umbria e delle Marche nel 1998 e il Giro del Ticino la Vuelta Ciclista a León nel 1999.
Passato professionista nel 2000 con la Ceramiche Panaria, non ottenne successi nella massima categoria: i migliori piazzamenti furono il terzo posto al Giro d'Oro e l'ottavo posto al Trofeo dello Scalatore nel 2001. Nel 2002 prese parte al Giro d'Italia. Al termine della quarta tappa fu coinvolto nell'inchiesta antidoping della Procura di Brescia, presso cui si costituì alcuni giorni dopo, venendo arrestato. Questo fatto segnò la fine della carriera professionistica.

## Palmarès
- 1997

Bassano-Monte Grappa
- 1998

3ª tappa Giro dell'Umbria e delle Marche (Montappone > Arrone)
Classifica generale Giro dell'Umbria e delle Marche
- 1999

Classifica generale Giro del Ticino
Classifica generale Vuelta Ciclista a León

## Piazzamenti

### Grandi Giri
- Giro d'Italia

2000: ritirato (8ª tappa)
2001: 125º
2002: non partito (5ª tappa)

### Classiche monumento
- Giro di Lombardia

2001: 52º